# Expreso 2 (Metropolitano)
El servicio Expreso 2 es uno de los 15 expresos que forma parte del Metropolitano en Lima, se lo puede reconocer por el color Azul y el logo de un "EX2" en los buses troncales.
El 8 de noviembre del 2010, con las estaciones operativas del terminal Naranjal al terminal Matellini se dio inicio al servicio que en un inicio partía desde el terminal Naranjal hasta estación Plaza de Flores en ambos sentidos, previamente se pensó en que recorra desde la estación Naranjal hasta la estación Angamos.
El 30 de enero del año 2017, cambió de ruta de norte a sur partiendo desde el terminal Naranjal hasta la estación 28 de julio de norte a sur y de sur a norte partía desde Plaza de Flores hasta el terminal Naranjal (en las mañanas) y desde la estación Ricardo Palma hasta el terminal Naranjal (en las tardes). El 13 de abril del 2023 junto a otros expresos comenzó a operar los sábados.
El 18 de diciembre del 2023, se elimina la ruta de sur a norte que iba por las mañanas, con este cambio el recorrido quedó, desde terminal Naranjal hasta la estación 28 de julio de norte a sur, en las mañanas y en las tardes, de sur a norte desde la estación Ricardo Palma hasta el terminal Naranjal.

## Horarios
| Horario de operación | Horario de operación | Horario de operación |
| EXPRESO              | Hacia el Sur         | Hacia el Norte       |
| -------------------- | -------------------- | -------------------- |
| Lunes a viernes      | 05:00 a 09:00        | 17:30 a 23:00        |
| Sábados              | 06:00 a 09:00        | 12:30 a 15:30        |
| Domingos y feriados  | Sin servicio         | Sin servicio         |

## Estaciones
A continuación, todas las estaciones del Expreso 2, en algunas estaciones se pueden interconectar con diferentes servicios o expresos para una movilización de norte a sur o viceversa más rápida.
| N.º                           | Estación                       | Común con                                                                                        |
| ----------------------------- | ------------------------------ | ------------------------------------------------------------------------------------------------ |
| 1                             | Terminal Naranjal (Embarque 1) | Regular A · Regular B · Regular D · Expreso 5 · Expreso 10 · Super Expreso · Super Expreso Norte |
| RAMAL ALFONSO UGARTE - ESPAÑA |                                |                                                                                                  |
| RAMAL SUR                     |                                |                                                                                                  |
| 2                             | Canadá (Embarque Sur 2)        | Regular C · Expreso 5 · Expreso 9                                                                |
| 3                             | Javier Prado (Embarque Sur 2)  | Regular C · Expreso 1 · Expreso 5 · Expreso 6 · Expreso 7 · Expreso 12                           |
| 4                             | Ricardo Palma (Embarque Sur 2) | Regular C · Expreso 5                                                                            |
| 5                             | 28 de Julio (Embarque 2 Sur)   | Regular C · Expreso 1 · Super Expreso                                                            |

| N.º                           | Estación                         | Común con                                                                           |
| ----------------------------- | -------------------------------- | ----------------------------------------------------------------------------------- |
| 1                             | Ricardo Palma (Embarque 2 Norte) | Regular C · Expreso 5                                                               |
| 2                             | Javier Prado (Embarque 3 Norte)  | Regular C · Expreso 1 · Expreso 5 · Expreso 8                                       |
| 3                             | Canadá (Embarque 2 Norte)        | Regular C · Expreso 5                                                               |
| RAMAL ALFONSO UGARTE - ESPAÑA |                                  |                                                                                     |
| RAMAL NORTE                   |                                  |                                                                                     |
| 4                             | Terminal Naranjal (Embarque 1)   | Regular A · Regular B · Expreso 3 · Expreso 5 · Super Expreso · Super Expreso Norte |

## Lugares recurrentes en los distritos de la trayectoria
Independencia
- Mercado Los Incas: Avenida Contisuyo 530

La Victoria
- Sede Requisitorias (PNP): Av. Canadá 100
- Edificio Interbank: Av. Carlos Villarán 197
- Ajinomoto del Perú S.A.: Av. P. de la República 2455

Surquillo
- Mercado Nº 1 de Surquillo, Av. P.º de la República 5447

Miraflores
- Centro Comercial Inka Plaza: Av. Arequipa 5031
- Parque Reducto N°2: Calle Ramón Ribeyro 490
- Tottus Express: Av. 28 de Julio 1003